# Phlegmatospermum drummondii
Phlegmatospermum drummondii är en korsblommig växtart som först beskrevs av George Bentham, och fick sitt nu gällande namn av Otto Eugen Schulz. Phlegmatospermum drummondii ingår i släktet Phlegmatospermum och familjen korsblommiga växter. Inga underarter finns listade i Catalogue of Life.